# Ergebnisse der Kommunalwahlen in Lübeck
- Linke: 2
- PARTEI: 1
- SPD: 11
- Grüne: 11
- GAL: 1
- Volt: 1
- U: 1
- BfL: 1
- FW: 1
- FDP: 3
- CDU: 12
- AfD: 4

In den folgenden Listen werden die Ergebnisse der Kommunalwahlen in Lübeck aufgelistet. Es werden die Ergebnisse der Bürgerschaftswahlen ab 1919 angegeben, bis 1933 waren diese aufgrund der Lübecker Eigenstaatlichkeit gleichzeitig Landtagswahlen.
Es werden nur diejenigen Parteien und Wählergruppen aufgelistet, die bei wenigstens einer Wahl mindestens zwei Prozent der gültigen Stimmen erhalten haben. Bei mehrmaligem Überschreiten dieser Grenze werden auch Ergebnisse ab einem Prozent aufgeführt. Das Feld der Partei, die bei der jeweiligen Wahl die meisten Stimmen bzw. Sitze erhalten hat, ist farblich gekennzeichnet.

## Parteien
- AfD: Alternative für Deutschland
- B’90/Grüne: Bündnis 90/Die Grünen → Grüne
- BPL: Bürgerliche Parteiliste → DDP
- BüB: Bürgerbund
- CDU: Christlich Demokratische Union Deutschlands
- DDP: Deutsche Demokratische Partei
  - 1919: DDP
  - 1921: BPL
  - 1924 bis 1929: DDP
  - 1931 und 1933: DStP
- DNVP: Deutschnationale Volkspartei
  - 1933: KFSWR (mit LB und Sth)
- DStP: Deutsche Staatspartei → DDP
- DVP: Deutsche Volkspartei
- DZP: Deutsche Zentrumspartei (Zentrum)
- FDP: Freie Demokratische Partei
- FW: Freie Wähler
- GE: Grundeigentümer
- Grüne: B’90/Grüne
- HVB: Hanseatischer Volksbund
- KFSWR: Kampffront Schwarz-Weiß-Rot → DNVP
- KPD: Kommunistische Partei Deutschlands
- LB: Landbund → DNVP
- LHuG: Lübecker Haus- und Grundbesitzerverein
- Linke: Die Linke
  - 2003: PDS
- NGBV: Neuer Grundbesitzerverein
- NSDAP: Nationalsozialistische Deutsche Arbeiterpartei
  - 1924: V
- (Die) PARTEI: Partei für Arbeit, Rechtsstaat, Tierschutz, Elitenförderung und basisdemokratische Initiative
- PDS: Partei des Demokratischen Sozialismus → Linke
- Piraten: Piratenpartei Deutschland
- REP: Die Republikaner
- SPD: Sozialdemokratische Partei Deutschlands
- Statt: Statt Partei
- Sth: Stahlhelm → DNVP
- V: Völkische → NSDAP
- Volt: Volt Deutschland
- VRP: Reichspartei für Volksrecht und Aufwertung/Volksrechtpartei
- WiG: Wirtschaftsgemeinschaft

## Wählergruppen
- BfL: Bürger für Lübeck
- BRL: Bündnis Rechts für Lübeck
- BUNT: Lübecker BUNT – Unabhängige und überparteiliche Bürgervereinigung Lübeck
- GAL: Wähler*innengemeinschaft grün+alternativ+links
- SPUK: Wählergemeinschaft der freien Bürger Lübecks (Sport, Umwelt, Kultur)
- U: Die Unabhängigen
- WIR: Wählervereinigung Ihrer Region Lübeck

## Abkürzungen
- Wbt.: Wahlbeteiligung

## Bürgerschaftswahlen von 1919 bis 1933
Stimmenanteile der Parteien in Prozent
| Jahr   | Wbt. | SPD  | DDP  | DNVP | KPD  | NSDAP | HVB  | DVP |
| ------ | ---- | ---- | ---- | ---- | ---- | ----- | ---- | --- |
| 1919   | 81,2 | 52,5 | 36,3 | 11,2 |      |       |      |     |
| 119211 | 79,3 | 48,7 | 31,1 |      | 6,8  |       |      |     |
| 219242 | 87,3 | 34,4 | 8,9  |      | 12,1 | 7,4   |      |     |
| 1926   | 86,0 | 42,9 | 2,3  |      | 6,4  |       | 44,4 |     |
| 1929   | 85,0 | 42,4 | 3,3  |      | 8,6  | 8,1   | 35,5 |     |
| 319323 | 86,6 | 36,3 | 1,6  | 4,5  | 11,9 | 33,1  |      | 6,0 |
| 1933   | 92,0 | 38,3 | 1,0  | 6,9  | 8,2  | 42,8  |      | 2,5 |

Sitzverteilung
| Jahr   | Gesamt | SPD | DDP | DNVP | NGBV | KPD | WiG | GE | NSDAP | HVB | VRP | DZP | LHuG | DVP |
| ------ | ------ | --- | --- | ---- | ---- | --- | --- | -- | ----- | --- | --- | --- | ---- | --- |
| 419194 | 80     | 42  | 29  | 9    |      |     |     |    |       |     |     |     |      |     |
| 1921   | 80     | 39  | 29  |      | 6    | 6   |     |    |       |     |     |     |      |     |
| 1924   | 80     | 28  | 7   |      |      | 10  | 21  | 8  | 6     |     |     |     |      |     |
| 1926   | 80     | 35  | 2   |      |      | 5   |     |    |       | 36  | 1   | 1   |      |     |
| 1929   | 80     | 34  | 2   |      |      | 7   |     |    | 6     | 29  |     | 1   | 1    |     |
| 1932   | 80     | 29  | 1   | 4    |      | 9   |     |    | 27    |     |     | 1   | 4    | 5   |
| 1933   | 50     | 20  |     | 3    |      | 4   |     |    | 22    |     |     |     |      | 1   |

Fußnoten
1 1921: zusätzlich: NGBV: 8,0 %, BüB: 5,5 %

2 1924: zusätzlich: WiG: 26,5 %, GE: 10,7 %

3 1932: zusätzlich: LHuG: 4,9 %

4 Sitzverteilung 1919: DNVP: 9 Sitze, davon 6 Sitze: DNVP, 3 Sitze: der DNVP nahestehende Bewohner des Landgebietes von Lübeck

## Bürgerschaftswahlen von 1946 bis 1990
Stimmenanteile der Parteien in Prozent
| Jahr | Wbt. | SPD  | CDU      | Grüne | FDP      | Sonstige |
| ---- | ---- | ---- | -------- | ----- | -------- | -------- |
| 1946 | 65,0 | 49,1 | 31,5     |       | 1,5      | 17,9     |
| 1948 | 70,4 | 45,0 | 28,8     |       | 9,6      | 16,7     |
| 1951 | 75,4 | 39,5 | Sonstige |       | Sonstige | 60,5     |
| 1955 | 75,2 | 37,6 | 34,3     |       | 7,2      | 20,9     |
| 1959 | 76,1 | 42,3 | 39,6     |       | 6,5      | 11,7     |
| 1962 | 69,0 | 45,4 | 40,4     |       | 7,0      | 7,2      |
| 1966 | 64,8 | 49,6 | 43,5     |       | 6,9      |          |
| 1970 | 71,3 | 48,3 | 43,8     |       | 5,2      | 2,7      |
| 1974 | 77,4 | 40,3 | 49,3     |       | 9,5      | 0,8      |
| 1978 | 74,4 | 46,3 | 47,3     |       | 5,6      | 0,9      |
| 1982 | 68,9 | 40,6 | 46,8     |       | 5,5      | 7,1      |
| 1986 | 61,6 | 43,8 | 39,7     | 7,9   | 2,3      | 6,3      |
| 1990 | 64,3 | 45,1 | 38,4     | 5,5   | 5,4      | 5,6      |

Bürgerschaftswahl am 13. Oktober 1946
| Partei   | Prozent | Sitze |
| -------- | ------- | ----- |
| SPD      | 49,1 %  | 36    |
| CDU      | 31,5 %  | 7     |
| DRP      | 8,0 %   | 1     |
| KPD      | 7,5 %   | 1     |
| FDP      | 1,5 %   | 0     |
| Sonstige | 2,4 %   |       |
| Quelle:  |         |       |

DRP = Deutsche Reichspartei
Bürgerschaftswahl am 24. Oktober 1948
| Partei   | Prozent | Sitze |
| -------- | ------- | ----- |
| SPD      | 45,0 %  | 25    |
| CDU      | 28,8 %  | 14    |
| DP       | 12,0 %  | 5     |
| FDP      | 9,6 %   | 0     |
| Sonstige | 4,6 %   | 0     |
| Quelle:  |         |       |

DP = Deutsche Partei
Auf Grund eines Wahlbündnisses der CDU mit der DP (Deutsche Partei) hatte die CDU nur in 19, die DP in 7 Wahlbezirken Direktbewerber aufgestellt.

Mit 9,6 % aller Stimmen erreichte die FDP ihr bis heute bestes Ergebnis, nahm aber wegen der geltenden Sperrklausel von 10 % nicht am Verhältnisausgleich teil.
Bürgerschaftswahl am 29. April 1951
| Partei   | Prozent | Sitze |
| -------- | ------- | ----- |
| SPD      | 39,5 %  | 24    |
| WGL      | 19,9 %  | 9     |
| BHE      | 20,3 %  | 8     |
| DDB      | 16,9 %  | 4     |
| Sonstige | 3,4 %   |       |
| Quelle:  |         |       |

WGL = Die CDU, FDP und DP reichten keine eigenen Wahlvorschläge ein, sondern bildeten eine „Wahlgemeinschaft Lübeck der Einheimischen und Vertriebenen“

BHE = Block der Heimatvertriebenen und Entrechteten

DDB = Der Deutsche Block
Bürgerschaftswahl am 24. April 1955
| Partei   | Prozent | Sitze |
| -------- | ------- | ----- |
| SPD      | 37,6 %  | 19    |
| CDU      | 34,3 %  | 16    |
| GB/BHE   | 13,0 %  | 6     |
| FDP      | 7,2 %   | 3     |
| DP       | 5,2 %   | 2     |
| Sonstige | 2,7 %   |       |
| Quelle:  |         |       |

GB/BHE = Gesamtdeutscher Block / Bund der Heimatvertriebenen und Entrechteten
Die Gesamtzahl der Sitze betrug auf Grund eines Überhangmandates für die SPD in dieser Wahlperiode 46
Bürgerschaftswahl am 25. Oktober 1959
| Partei   | Prozent | Sitze |
| -------- | ------- | ----- |
| SPD      | 42,3 %  | 22    |
| CDU      | 39,5 %  | 20    |
| GB/BHE   | 7,2 %   | 4     |
| FDP      | 6,5 %   | 3     |
| Sonstige | 4,6 %   |       |
| Quelle:  |         |       |

Im Laufe der Wahlperiode wurde ein Bürgerschaftsmitglied aus der SPD-Fraktion ausgeschlossen, behielt aber sein Mandat als parteiloses Mitglied.

Zwei aus der Gesamtdeutschen Partei ausgetretenen Bürgerschaftsmitglieder schlossen sich der CDU-Fraktion an.
Bürgerschaftswahl am 11. März 1962
| Partei   | Prozent | Sitze |
| -------- | ------- | ----- |
| SPD      | 45,4 %  | 24    |
| CDU      | 40,4 %  | 22    |
| FDP      | 7,0 %   | 3     |
| Sonstige | 7,2 %   |       |
| Quelle:  |         |       |

Die FDP bildete keine eigene Fraktion und schloss sich mit der CDU zur CDU/FDP-Fraktion zusammen.
Bürgerschaftswahl am 13. März 1966
| Partei  | Prozent | Sitze |
| ------- | ------- | ----- |
| SPD     | 49,6 %  | 24    |
| CDU     | 43,5 %  | 21    |
| FDP     | 6,9 %   | 3     |
| Quelle: |         |       |

Erstmals nach dem Krieg beteiligten sich nur drei Parteien an einer Wahl.
Zwei Bürgerschaftsmitglieder traten von der FDP zur CDU über, so dass diese am Ende der Wahlperiode über 23 Sitze verfügte.
Bürgerschaftswahl am 26. April 1970
| Partei   | Prozent | Sitze |
| -------- | ------- | ----- |
| SPD      | 48,3 %  | 25    |
| CDU      | 43,8 %  | 22    |
| FDP      | 5,2 %   | 2     |
| Sonstige | 2,7 %   |       |
| Quelle:  |         |       |

Im Laufe der Wahlperiode traten drei Bürgerschaftsmitglieder aus der SPD-Fraktion aus, zwei von ihnen bildeten eine eigene neue Fraktion „Unabhängige“. Somit hatte die SPD-Fraktion am Ende der Wahlperiode nur noch 22 Mitglieder und nicht mehr die absolute Mehrheit der Sitze.
Bürgerschaftswahl am 24. März 1974
| Partei   | Prozent | Sitze |
| -------- | ------- | ----- |
| CDU      | 49,4 %  | 25    |
| SPD      | 40,3 %  | 22    |
| F.D.P.   | 9,5 %   | 4     |
| Sonstige | 0,8 %   |       |
| Quelle:  |         |       |

Bürgerschaftswahl am 5. März 1978
| Partei   | Prozent | Sitze |
| -------- | ------- | ----- |
| CDU      | 47,3 %  | 24    |
| SPD      | 46,3 %  | 23    |
| F.D.P.   | 5,6 %   | 2     |
| Sonstige | 0,8 %   |       |
| Quelle:  |         |       |

Bürgerschaftswahl am 7. März 1982
| Partei   | Prozent | Sitze |
| -------- | ------- | ----- |
| CDU      | 46,8 %  | 25    |
| SPD      | 40,6 %  | 22    |
| F.D.P.   | 5,5 %   | 2     |
| GLSH     | 3,3 %   | 0     |
| WGGL     | 3,2 %   | 0     |
| Sonstige | 0,6 %   |       |
| Quelle:  |         |       |

GLSH = Grüne Liste Schleswig-Holstein

WGGL = Wählergemeinschaft der GRÜNEN Lübeck
Im Laufe der Wahlperiode traten 4 Mitglieder aus der CDU-Fraktion aus. Drei der ausgetretenen Mitglieder behielten ihr Mandat und bildeten als ULB („Unabhängige Lübecker Bürger“) eine eigene Fraktion.
Bürgerschaftswahl am 2. März 1986
| Partei   | Prozent | Sitze |
| -------- | ------- | ----- |
| SPD      | 43,8 %  | 22    |
| CDU      | 39,7 %  | 20    |
| Grüne    | 7,9 %   | 4     |
| ULB      | 6,0 %   | 3     |
| F.D.P.   | 2,3 %   | 0     |
| Sonstige | 0,3 %   |       |
| Quelle:  |         |       |

ULB = Unabhängige Lübecker Bürger
Ein Mitglied der SPD-Fraktion schied aus der Fraktion aus, ein Mitglied der ULB wechselte zur CDU und schloss sich der CDU-Fraktion an.
Bürgerschaftswahl am 25. März 1990
| Partei   | Prozent | Sitze |
| -------- | ------- | ----- |
| SPD      | 45,1 %  | 24    |
| CDU      | 38,4 %  | 21    |
| Grüne    | 5,5 %   | 2     |
| F.D.P.   | 5,4 %   | 2     |
| Sonstige | 5,6 %   |       |
| Quelle:  |         |       |

## Bürgerschaftswahlen ab 1994
Stimmenanteile der Parteien in Prozent
| Jahr   | Wbt. | SPD  | CDU  | Grüne | U   | AfD | Linke | FDP | BfL  |
| ------ | ---- | ---- | ---- | ----- | --- | --- | ----- | --- | ---- |
| 1990   | 64,3 | 45,1 | 38,4 | 5,5   |     |     |       | 5,4 |      |
| 119941 | 64,8 | 41,3 | 31,7 | 10,5  |     |     |       | 2,8 |      |
| 219982 | 57,3 | 41,2 | 38,1 | 7,9   |     |     |       | 3,0 |      |
| 2003   | 50,4 | 32,4 | 50,0 | 9,2   |     |     | 1,8   | 5,2 |      |
| 320083 | 41,6 | 28,7 | 25,5 | 11,6  |     |     | 11,7  | 8,4 | 11,3 |
| 420134 | 37,1 | 33,8 | 32,0 | 16,5  |     |     | 3,9   | 3,2 | 4,1  |
| 520185 | 34,3 | 27,6 | 24,7 | 15,4  | 8,0 | 5,1 | 4,9   | 4,2 | 2,3  |
| 620236 | 41,6 | 23,0 | 23,9 | 22,6  | 2,1 | 8,6 | 3,1   | 5,6 | 2,3  |

Sitzverteilung
| Jahr | Gesamt | SPD | CDU | Grüne | U | AfD | Linke | GAL | FDP | PARTEI | FW | BfL | Volt | Piraten | BUNT | Statt |
| ---- | ------ | --- | --- | ----- | - | --- | ----- | --- | --- | ------ | -- | --- | ---- | ------- | ---- | ----- |
| 1990 | 49     | 24  | 21  | 2     |   |     |       |     | 2   |        |    |     |      |         |      |       |
| 1994 | 49     | 23  | 18  | 5     |   |     |       |     |     |        |    |     |      |         |      | 3     |
| 1998 | 49     | 23  | 22  | 4     |   |     |       |     |     |        |    |     |      |         |      |       |
| 2003 | 50     | 17  | 27  | 4     |   |     |       |     | 2   |        |    |     |      |         |      |       |
| 2008 | 60     | 18  | 15  | 7     |   |     | 7     |     | 5   |        |    | 7   |      |         | 1    |       |
| 2013 | 49     | 16  | 16  | 8     |   |     | 2     |     | 2   | 1      | 1  | 2   |      | 1       |      |       |
| 2018 | 49     | 14  | 12  | 8     | 4 | 3   | 2     | 1   | 2   | 1      | 1  | 1   |      |         |      |       |
| 2023 | 49     | 11  | 12  | 11    | 1 | 4   | 2     | 1   | 3   | 1      | 1  | 1   | 1    |         |      |       |

Fußnoten
1 1994: zusätzlich: Statt: 6,1 %, REP: 4,1 %, SPUK: 3,6 %

2 1998: zusätzlich: WIR: 4,4 %, BRL: 3,6 %

3 2008: zusätzlich: BUNT: 2,7 %

4 2013: zusätzlich: Piraten: 2,7 %

5 2018: zusätzlich: GAL: 2,8 %, PARTEI: 2,5 %, FW: 2,4 %
6 2023: zusätzlich: GAL: 2,9 %, PARTEI: 1,8 %, FW: 1,8 %, Volt: 1,5 %
Bürgerschaftswahl am 20. März 1994
| Partei       | Prozent | Sitze |
| ------------ | ------- | ----- |
| SPD          | 41,3 %  | 23    |
| CDU          | 31,7 %  | 18    |
| GRÜNE        | 10,5 %  | 5     |
| STATT-Partei | 6,1 %   | 3     |
| REP          | 4,1 %   | 0     |
| SPUK         | 3,6 %   | 0     |
| FDP          | 2,8 %   | 0     |
| Quelle:      |         |       |

SPUK: Wählergemeinschaft der freien Bürger Lübecks (Sport, Umwelt, Kultur)
Zwei Mitglieder der STATT-Partei schieden aus der Partei aus und bildeten die neue Bürgerschaftsfraktion der „Regionalen Wählervereinigung WIR e.V. in Lübeck“.
Bürgerschaftswahl am 22. März 1998
| Partei   | Prozent | Sitze |
| -------- | ------- | ----- |
| SPD      | 41,2 %  | 23    |
| CDU      | 38,1 %  | 22    |
| GRÜNE    | 7,9 %   | 4     |
| WIR      | 4,4 %   | 0     |
| BRL      | 3,6 %   | 0     |
| FDP      | 3,0 %   | 0     |
| Sonstige | 1,8 %   | 0     |
| Quelle:  |         |       |

WIR: WIR Wählervereinigung Ihrer Region Lübeck e.V.
 
BRL: Bündnis RECHTS für Lübeck
Im Juli 2000 trat ein Bürgerschaftsmitglied der GRÜNEN aus der Partei aus, gehörte der Bürgerschaft aber weiterhin als partei- und fraktionsloses Mitglied an.
Die kürzeste Sitzung aller bisherigen Wahlperioden fand am 13. September 2001 statt (8 Minuten, Gedenken an die Opfer des Terroranschlags vom 11. September 2001 in den USA).
Bürgerschaftswahl am 2. März 2003
| Partei   | Prozent | Sitze |
| -------- | ------- | ----- |
| CDU      | 50,0 %  | 27    |
| SPD      | 32,4 %  | 17    |
| GRÜNE    | 9,2 %   | 4     |
| FDP      | 5,2 %   | 2     |
| PDS      | 1,8 %   | 0     |
| Sonstige | 1,4 %   | 0     |
| Quelle:  |         |       |

Die CDU gewann die Direktmandate in allen 27 Wahlkreisen. Da ihr nach dem Verhältnisausgleich lediglich 26 Sitze zugefallen wären, ist ein Mehrsitz entstanden, so dass die Bürgerschaft in dieser Wahlperiode 50 Mitglieder hatte.
Bürgerschaftswahl am 25. Mai 2008
| Partei    | Prozent | Sitze |
| --------- | ------- | ----- |
| SPD       | 28,7 %  | 18    |
| CDU       | 25,5 %  | 15    |
| Die Linke | 11,7 %  | 7     |
| GRÜNE     | 11,6 %  | 7     |
| BfL       | 11,3 %  | 7     |
| FDP       | 8,4 %   | 5     |
| BUNT      | 2,7 %   | 1     |

BfL: Bürger für Lübeck
 
BUNT: Lübecker Bunt
Bürgerschaftswahl am 26. Mai 2013
| Partei                       | Prozent | Sitze |
| ---------------------------- | ------- | ----- |
| SPD                          | 33,8 %  | 18    |
| CDU                          | 32,0 %  | 15    |
| GRÜNE                        | 16,5 %  | 8     |
| BfL                          | 4,1 %   | 2     |
| Die Linke                    | 3,9 %   | 2     |
| FDP                          | 3,2 %   | 2     |
| Piraten                      | 2,7 %   | 1     |
| FREIE WÄHLER                 | 1,5 %   | 1     |
| Die PARTEI                   | 1,3 %   | 1     |
| FUL                          | 0,8 %   | 0     |
| Bürgerbewegung „miteinander“ | 0,2 %   | 0     |
| 2 Einzelbewerber             | 0,0 %   | 0     |
| Quelle:                      |         |       |

Die PARTEI: Partei für Arbeit, Rechtsstaat, Tierschutz, Elitenförderung und basisdemokratische Initiative
 
FUL: Freie Unabhängige Lübecker
Bürgerschaftswahl am 6. Mai 2018
| Partei           | Prozent | Sitze |
| ---------------- | ------- | ----- |
| SPD              | 27,6 %  | 14    |
| CDU              | 24,7 %  | 12    |
| GRÜNE            | 15,4 %  | 8     |
| Die Unabhängigen | 8,0 %   | 4     |
| AfD              | 5,1 %   | 3     |
| Die Linke        | 4,9 %   | 2     |
| FDP              | 4,2 %   | 2     |
| GAL              | 2,8 %   | 1     |
| Die PARTEI       | 2,5 %   | 1     |
| FREIE WÄHLER     | 2,4 %   | 1     |
| BfL              | 2,3 %   | 1     |
| DKP              | 0,1 %   | 0     |
| Quelle:          |         |       |

GAL: Grün+alternativ+links e.V.
 
DKP: Deutsche Kommunistische Partei
Bürgerschaftswahl am 14. Mai 2023
| Partei           | Prozent | Sitze |
| ---------------- | ------- | ----- |
| CDU              | 23,9 %  | 12    |
| SPD              | 23,0 %  | 11    |
| GRÜNE            | 22,6 %  | 11    |
| AfD              | 8,6 %   | 4     |
| FDP              | 5,6 %   | 3     |
| Die Linke        | 3,1 %   | 2     |
| GAL              | 2,9 %   | 1     |
| BfL              | 2,3 %   | 1     |
| Die Unabhängigen | 2,1 %   | 1     |
| Die PARTEI       | 1,8 %   | 1     |
| FREIE WÄHLER     | 1,8 %   | 1     |
| Volt             | 1,5 %   | 1     |
| DKP              | 0,1 %   | 0     |
| Die Humanisten   | 0,0 %   | 0     |
| PIRATEN          | 0,0 %   | 0     |
| Quelle:          |         |       |